# Hochgericht (Graubünden)

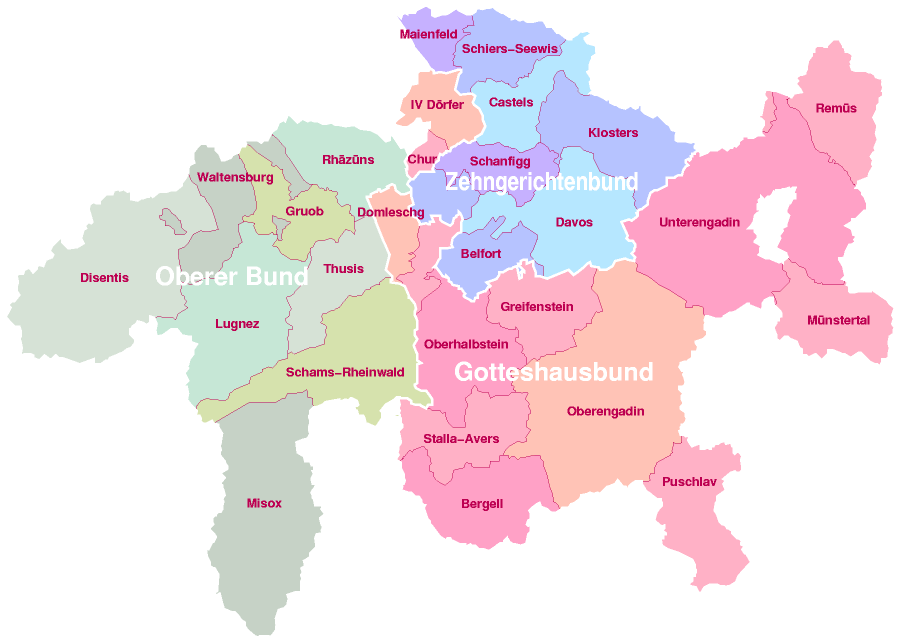
Karte des Freistaats der Drei Bünde mit Einteilung in Hochgerichte.

Das Hochgericht (ital. Comun grande) war im alten Freistaat der Drei Bünde in der Alten Eidgenossenschaft, d. h. bis Ende des 18. Jahrhunderts, ein Verwaltungsbezirk ohne eigene Kompetenzen und Organe. Im Grauen Bund gab es acht, im Gotteshausbund elf und im Zehngerichtenbund sieben Hochgerichte. Das Hochgericht diente lediglich als Einheit für die Verteilung der Einkünfte der Veltliner Ämter und des Gesamtstaates (Pensionen- und Kapitulationsgelder) sowie zur Stellung der Heereskontingente. Unter der Fahne des Hochgerichts rückte die wehrfähige Mannschaft in Landeskriegen oder -feldzügen aus. Mancherorts fielen die Hochgerichte räumlich mit den Gerichtsgemeinden zusammen (z. B. in Chur oder Davos) und waren dann Verwaltungs- und Gerichtsbezirk zugleich.